# Панайот Дворянов
Панайот Дворянов е български офицер, участник във войните за национално обединение, известен с успешната защита на Белоградчик от сърбите през 1885 година.

## Биография
Панайот Великов Дворянов е роден на 6 август 1856 година в Русе. Първоначално образование получава в родния си град, след което завършва гимназия в Букурещ. През 1880 година завършва Военното училище в София във втория випуск и е произведен в чин подпоручик.
На 17 октомври 1884 година преминава в запаса до 11 октомври 1885, когато е отново мобилизиран. На 26 октомври с приказ на военния министър поручик Дворянов е изпратен на служба във Видинската крепостна артилерия.
По време на Сръбско-българската война от 1885 година Дворянов командва Сандровската и Русенската доброволчески чети. Началник е и на Чупренския участък. Организира отбраната на Белоградчик срещу 4 батальона от 14 резервен сръбски полк. На 5 ноември Сандровската чета на поручик Дворянов успява да се промъкне в Белоградчик, като заедно с отряда на поручик Стефан Чолаков разбива сръбските части, предимно с удар на нож. Предложен е за награждаване с орден „За заслуга“ на военна лента от началника на Северния отряд капитан Атанас Узунов. На 15 ноември взема участие в боевете при Гайтанци, където частите командвани от него разбиват противниковата артилерия.
След войната със Сърбия Дворянов служи в артилерийски части. През 1895 година е произведен в чин полковник. През Балканската война (1912 – 1913) полковник Дворянов командва 2-ро отделение от 5-и нескорострелен полк. Умира на 17 февруари 1937 година в София.